# Grace Petrie
Grace Petrie (/ˈpitri/, sinh năm 1987) là một ca sĩ, nhạc sĩ và nghệ sĩ guitar dân gian người Anh đến từ Leicester, Anh. Cô đã được tuyên dương trên tờ The Guardian là "một giọng ca sáng tác mới đầy quyền năng" vào năm 2011.

## Tiểu sử
Grace Petrie bắt đầu biểu diễn vào năm 2006 với tư cách là một ca sĩ solo và nghệ sĩ guitar acoustic, và tự phát hành một album cùng tên vào năm đó, tiếp theo là album thứ hai Feeling Better vào năm 2007. Năm 2010, sự ra đời của chính phủ liên minh do Đảng Bảo thủ lãnh đạo sau cuộc tổng tuyển cử (ở Anh) đã ảnh hưởng đến Petrie, vốn theo chủ nghĩa xã hội, nữ quyền và đồng tính nữ, theo hướng ngày càng chú trọng đến việc sáng tác tập trung vào chính trị, từ quan điểm cánh tả. Cô xuất hiện lần đầu trên sân khấu Leftfield của Glastonbury theo lời mời của Billy Bragg vào mùa hè năm 2010, và album thứ ba Tell Me A Story được ca ngợi rộng rãi sau đó, bao gồm cả bài hát đặc sắc "Farewell to Wosystem".
Năm 2011, Petrie đi lưu diễn với diễn viên hài Josie Long. Tiếp theo là album thứ tư Mark My Words, bao gồm bài hát "Emily Davison Blues" - nói về phản ứng của giới truyền thông đối với cuộc bạo loạn năm 2011. Một bộ phim đặc biệt của đạo diễn Chris Shepherd dành cho bài hát "Rise" trong cùng album đã được chiếu trên Kênh 4 như một phần của loạt phim truyền hình Hành động ngẫu nhiên Năm 2012, Petrie tham gia "Anti-Capitalist Roadshow" cùng với Roy Bailey, Robb Johnson, Leon Rosselson, Peggy Seeger và những người khác. Cô cũng kí các hợp đồng biểu diễn với các nghệ sĩ dân gian chính trị khác như Chris T-T, David Rovics và Dick Gaughan, cũng như các ban nhạc indie /punk rock chính trị như Thee Faction và Color Me Wednesday.

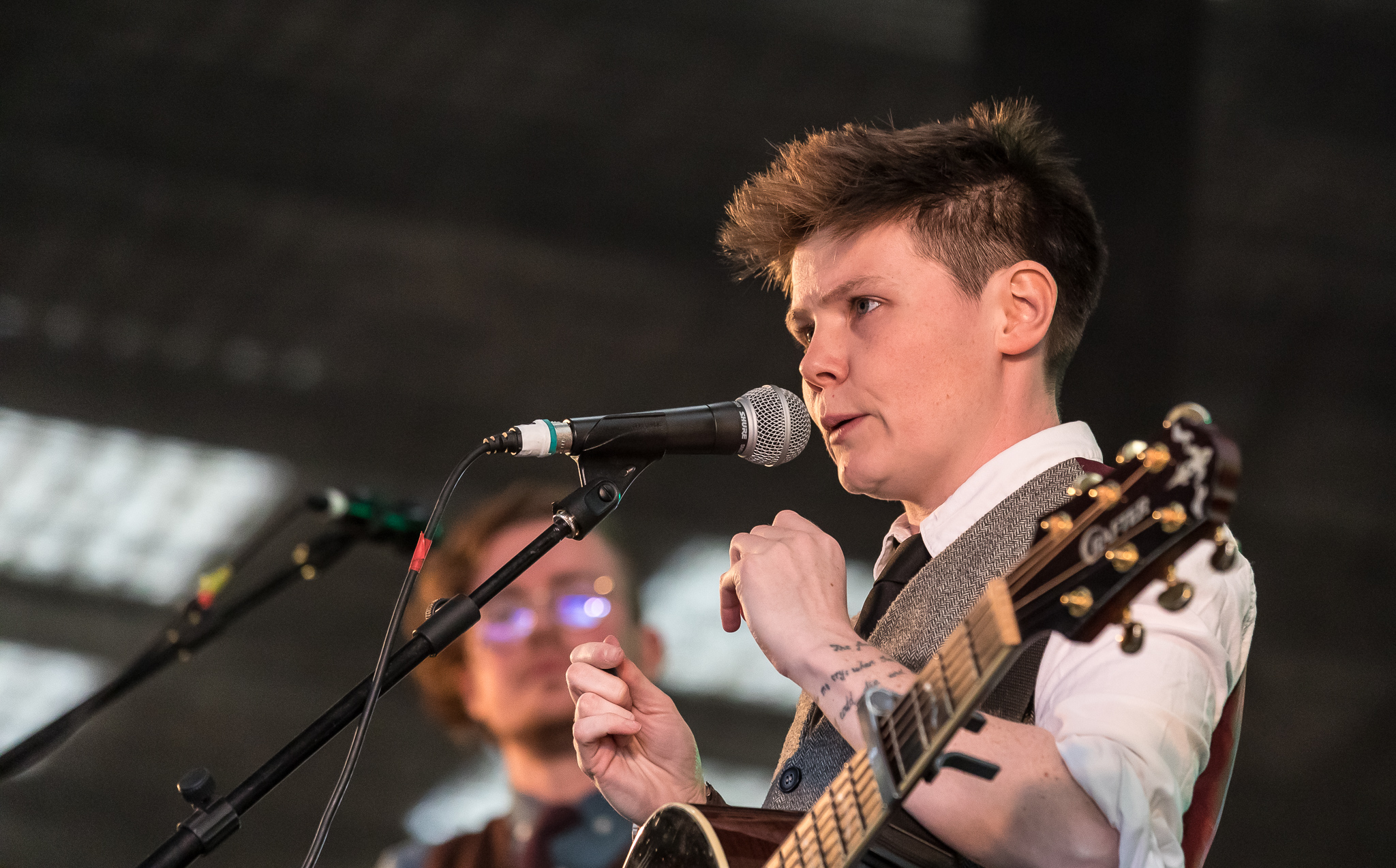
Petrie tại Lễ hội Dân gian Thung lũng Purbeck năm 2021

Năm 2013, Petrie phát hành album thứ năm Love is My Rebellion với ban nhạc hỗ trợ mới The Benefits Culture, bao gồm Jess Greengrass (bộ gõ) và Caitlin Field (bass).
Petrie đã xuất hiện hàng năm tại Glastonbury kể từ năm 2010 cũng như thường xuyên biểu diễn ở các lễ hội như Towersey, Lễ hội Greenbelt, Latitude và những lễ hội khác. Cô đã có chuyến lưu diễn toàn quốc với Emmy the Great, Billy Bragg và diễn viên hài Robin Ince, và đã xuất hiện một số lần trên BBC Radio 4's The Now Show. Năm 2014, một buổi hòa nhạc trực tiếp được ghi lại tại Nhà thờ cổ St. Pancras đã được phát hành trên CD và DVD.
Năm 2015, cô phát hành album Whatever's Left.
Năm 2016, Petrie cùng với nhiều người nổi tiếng khác đã đi lưu diễn ở Vương quốc Anh để ủng hộ nỗ lực trở thành Thủ tướng của Jeremy Corbyn.

## Đĩa đệm

### Albums
- Grace Petrie (2006)
- Feel Better (2007)
- Tell Me A Story (2010)
- Mark My Words (2011)
- Love is My Rebellion (2013)
- Live at St. Pancras Old Church (2014)
- Whatever's Left (2015)
- Heart First Aid Kit (2017)
- Queer as Folk (2018)
- Connectivity (2021) - UK Albums Chart number 37

### EPs
- There's No Such Thing as a Protest Singer (2016)